# Cisano Bergamasco
Cisano Bergamasco es una comune italiana situada en la provincia de Bérgamo, en Lombardía. Tiene una población estimada, en mayo de 2021, de 6.161 habitantes.

## Evolución demográfica
| Gráfica de evolución demográfica de Cisano Bergamasco entre 1861 y 2021 |
|                                                                         |
| Fuente ISTAT - elaboración gráfica de Wikipedia                         |